# Gwenllian de Gales
Gwenllian de Gales o Gwenllian ferch Llywelyn (junio de 1282 – 7 de junio de 1337) fue la única hija de Llywelyn ap Gruffudd, el último Príncipe de Gales nativo (en galés: Tywysog Cymru). Es a veces confundida con Gwenllian ferch Gruffudd, quien vivió dos siglos antes. 

## Linaje
Gwenllian (pronunciado  [ɡwenˈɬi.an]) nació en el hogar de la casa real de Gwynedd en Abergwyngregyn, cerca de Bangor, Gwynedd. Su madre, Eleanor de Montfort, murió durante el parto, o poco después, el 19 de junio de 1282. Gwenllian descendía de dos casas reales: no sólo fue la hija del Príncipe de Gwynedd y heredera de la familia real de Aberffraw, sino que su bisabuelo materno era el Rey Juan de Inglaterra.

## Captura por el rey Eduardo I
Unos meses tras el nacimiento de Gwenllian, el norte de Gales fue cercado por el ejército inglés del rey Eduardo I. El 11 de diciembre de 1282, su padre, Llywelyn ap Gruffudd, fue muerto en batalla; las circunstancias exactas son desconocidas y hay historias contradictorias sobre su muerte. Sin embargo, se está de acuerdo en que Llywelyn fue engañado para alejarse del grueso de su ejército, y fue entonces atacado y asesinado. El tío de Gwenllian, Dafydd ap Gruffudd, asumió su cuidado, pero el 21 de junio de 1283, fue capturado con su familia en Nanhysglain, una guarida escondida en un pantano cerca de Bera Mawr, en Gales del norte. Dafydd, gravemente herido, fue trasladado a Rhuddlan y luego llevado bajo guardia a Shrewsbury, donde más tarde fue ejecutado.

## Secuestro y Confinamiento
Gwenllian y las hijas de su tío Dafydd ap Gruffudd fueron secuestradas, separadas entre ellas y encerradas en remotos prioratos de Lincolnshire, siendo privadas para siempre de su libertad. Gwenllian de apenas un año y medio de edad, fue llevada al priorato de Gilbertine en Sempringham, donde vivió cautiva hasta su muerte, 54 años más tarde. Al dejarla en un convento, el objetivo de Eduardo era, en parte, impedir que el pueblo galés se concentrara en ella y su confinamiento, y evitar que se casara y tuviera hijos que pudieran reclamar el trono del Príncipe de Gales. Se ha especulado que las chicas fueron llevadas a Lincolnshire a través del mar. Es claro que fue un secuestro debido a la cruel decisión de confinarla de por vida sin permitirle salir de su prisión. 
El rango real de Gwenllian fue reconocido al menos una vez por la Corona inglesa. Cuándo escribió al Papa, intentando conseguir más dinero para el priorato de Sempringham, el rey inglés declaró que "...aquí está viviendo la Princesa de Gales, a quien tenemos que mantener". El título de "Princesa de Gales", de la forma en que fue utilizado allí, no tuvo su significado habitualmente aceptado.
Habiendo sido tomado de su tierra nativa con apenas un año y medio de edad, Gwenllian probablemente nunca haya podido recordar el poco galés que pudo haber aprendido de niña, y quizás nunca supo la correcta pronunciación de su propio nombre.  Los registros del priorato la listaron como "Wencilian", y ella misma había firmado su propio nombre como "Wentliane".

## Vejez y muerte

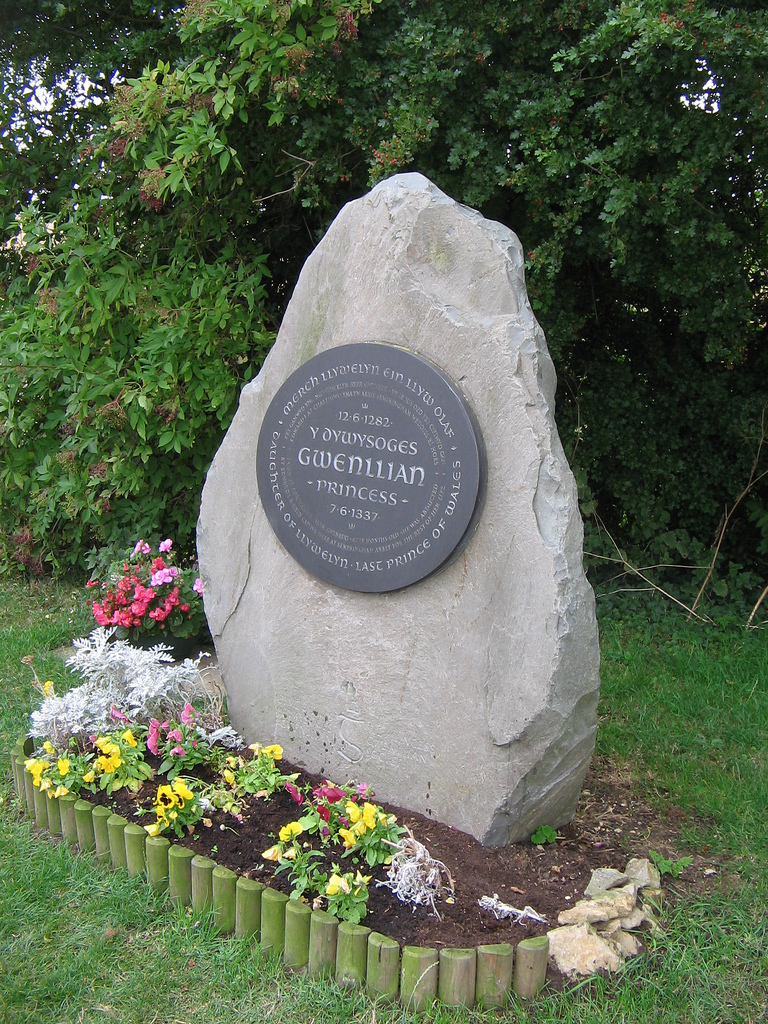
Conmemoración a la Princesa Gwenllian en Sempringham, Inglaterra.

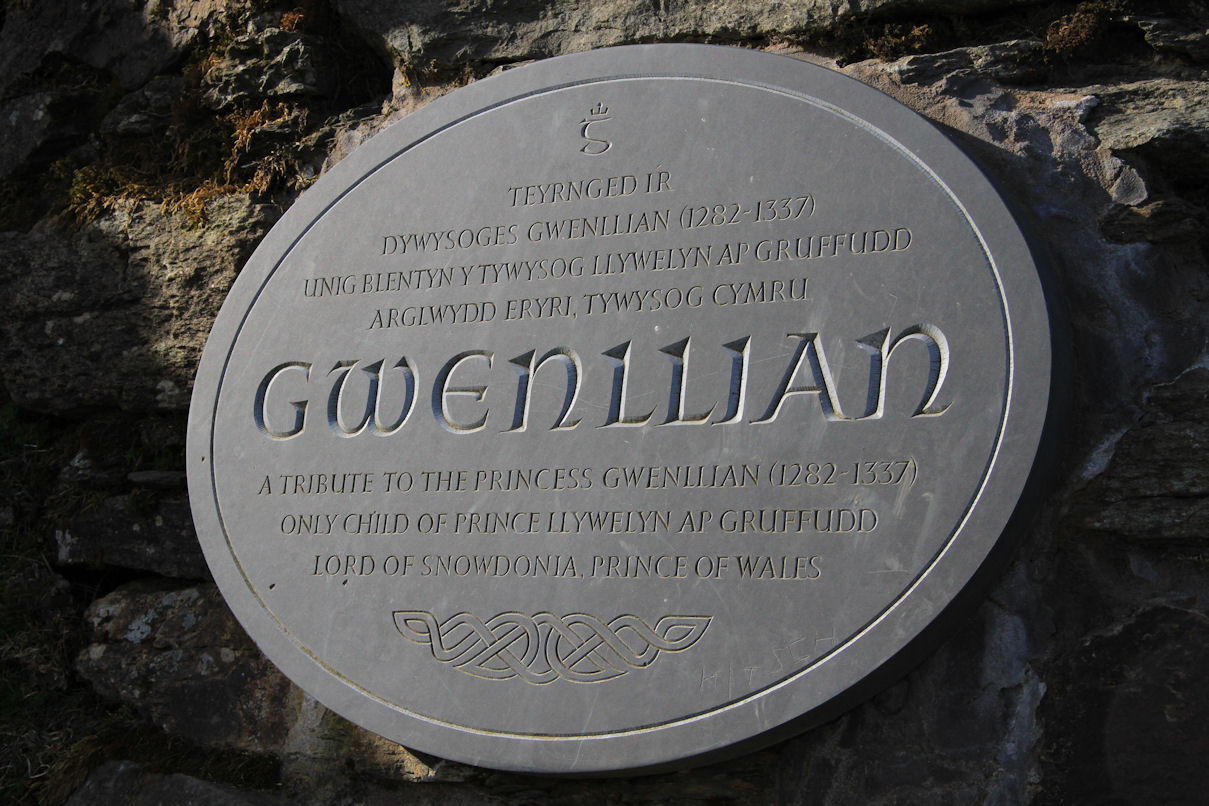
El tributo a Gwenllian en la cumbre del Snowdon.

Eduardo III de Inglaterra, el nieto de Eduardo I, entregó a Gwenllian una pensión de £20 por año; éste no era dinero para su uso personal, simplemente una suma pagada en su nombre al priorato para su ropa y alimentos. Su muerte allí fue registrada por el cronista del priorato en junio de 1337, unos días antes de su cumpleaños número 55.

## Destino de sus primos
Los dos hijos jóvenes de Dafydd, herederos a la Principalidad o Reino de Gales, fueron llevados al Castillo de Bristol , donde fueron encarcelados; Llywelyn ap Dafydd murió allí en 1287, cuatro años después de su captura, y fue enterrado en la Iglesia Dominicana. Owain ap Dafydd sobrevivió su hermano. Su fecha de muerte es desconocida, pero fue después de 1305, cuando el rey de Inglaterra ordenó una jaula hecha madera, atada con hierro, para guardar a Owain ap Dafydd de forma más segura por la noche.
Eduardo I tomó el título de "Príncipe de Gales" para la Corona, dándoselo a su hijo, Eduardo, en un Parlamento llevado a cabo en Lincoln en 1301, a los diecisiete años. El título es aún hoy dado al heredero aparente a la Corona británica.

## Gwenllian en la cultura
- Un monumento hecho del granito galés fue colocado  cerca a la Iglesia de San Andrés, conocida como la abadía de Sempringham, en Lincolnshire. Hay también una exhibición sobre Gwenllian dentro de la iglesia.[7]
- Gwenllian ha sido inmortalizada al menos dos veces en la poesía.  "Gwenllian", por T. James Jones, fue inspirado por el sitio de su piedra conmemorativa. "En Sempringham" es por Mererid Hopwood.  Hopwood es notable para ser la primera mujer en ganar la Silla de Bardic en el Eistedfodd Nacional, el honor más grande a la poesía en Gales.
- Gwenllian Es el tema de "Gwenllian  Lament," también llamado "Gwenllian  Cradlesong," una canción compuesta por Toby Griffen.
- El 26 de septiembre de 2009, Carnedd Uchaf, en la cordillera de Carneddau en Snowdonia, fue formalmente rebautizado como Carnedd Gwenllian, en su memoria, tras una larga campaña por la Sociedad de la Princesa Gwenllian.[8]
- Una placa ha sido también colocada en una piedra justo bajo la cumbre de Snowdon, conmemorando "la Princesa Gwenllian (1282-1337), hija único del Prince Llewelyn ap Gruffudd, Señor de Snowdonia, Príncipe de Gales."[9]
- Nicki Bullinga escribió una novela histórica, Gwenllian. La Princesa Perdida, publicado por la Sociedad Simon de Montfort (2017).
- Calendar of Patent Rolls, 1281@–92, 321 (Investigación de 1289 respecto de la custodia de los niños reales galeses)
- Calendar of Papal Letters, ii, 185, 273
- Calendar of Memoranda Rolls, 1226@–7, núm. 2160
- Calendar of Close Rolls, 1327@–30, 65, 175, 273, 322, 438
- Public Record OFfice, Londres E101/351/9 (Carta, notando la provisión hecha para las necesidades de los niños reales galeses, 11 de noviembre de 1283)
- Calendar Ancient Petitions, 458 (letra de Gwenllian)
- Robert Manning (un cañón en Sempringham, entonces en Sixhills) ver Los Trabajos de Thomas Hearne, 4 vols (Londres, 1810)
- Annales Prioratus de Dunstaplia, 293-4
- Acounts of Bristol Castle